# تل قلعه گاوکان
تل قلعه گاوکان مربوط به دوره ساسانیان است و در شهرستان شیراز، بخش کربال، دهستان خیرآباد، روستای گاوکان مشرف بر رودخانه کر واقع شده و این اثر در تاریخ ۳۰ بهمن ۱۳۸۶ با شمارهٔ ثبت ۲۰۹۹۷ به‌عنوان یکی از آثار ملی ایران به ثبت رسیده است.